# 中津市学校
中津市学校（なかつしがっこう）は、明治時代に小倉県（後に福岡県、大分県）中津（現在の大分県中津市）にあった洋学校である。

## 沿革

### 設立
福沢諭吉が旧中津藩藩主の奥平昌邁に必要性を説き、共鳴した昌邁が家禄の5分1にあたる毎年1000石を出資して、大手屋敷と呼ばれた中津藩家老生田家邸に1871年（明治4年）11月に開校した。『学問のすゝめ』は、本校の開設に際して、諭吉が学問の必要性を示すために記した小冊子が元である。諭吉は本校に対して人的支援も行っており、開校時には慶應義塾から校長として小幡篤次郎、教師として松山棟庵が赴任している。

### 最盛期と閉校
本校の最盛期であった1873年（明治6年）から1876年（明治9年）には、生徒数は600名を数える西日本有数の洋学校であったという。しかし、西南戦争や、学制の整備に伴う公立学校の充実の影響で徐々に衰退し、1883年（明治16年）に閉校した。

## 遺構

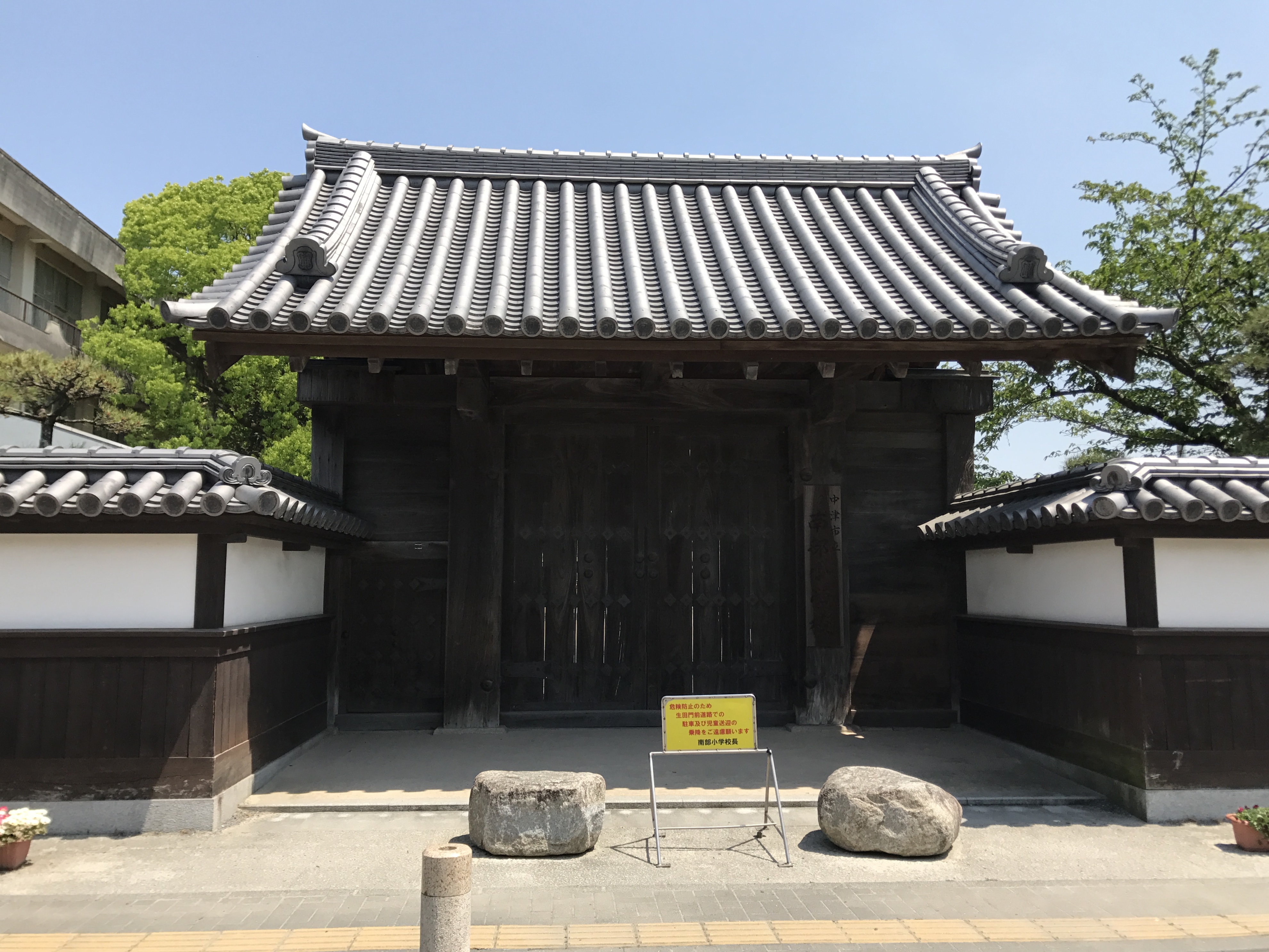
南部小学校の生田門

かつて生田家の門であった中津市学校の校門は、その後、中津市立南部小学校の校門として利用された。1972年（昭和47年）に移築され、1988年（昭和63年）には老朽化のため解体されたものの、2000年（平成12年）から場所を移して復元工事が行われ、2001年（平成13年）3月に竣工している。

## 歴代校長
- 初代 - 小幡篤次郎[5]
- 第2代 - 浜野定四郎[5][2]